# Loch Davan
Loch Davan, auch Loch Daven, ist ein Süßwassersee im Süden der schottischen Council Area Aberdeenshire. Er liegt am Ostrand der Cairngorms in der Region Royal Deeside rund einen Kilometer südwestlich von Ordie und 1,5 Kilometer nordwestlich von Dinnet. Loch Davan liegt im Naturschutzgebiet Muir of Dinnet, das Teil der gleichnamigen Site of Special Scientific Interest ist.

## Beschreibung
Der See liegt auf einer Höhe von 167 Metern über dem Meeresspiegel. Der Loch Davan weist eine maximale Länge von 0,81 Kilometern bei einer maximalen Breite von 0,80 Kilometern auf, woraus sich eine Fläche von 42 Hektar und ein Umfang von drei Kilometern ergeben. Der See besitzt ein Volumen von 505.904 Kilolitern. Sein Einzugsgebiet umfasst 3383 Hektar und erstreckt sich im Wesentlichen nordwestlich des Sees zum 871 Meter hohen Morven hin und umfasst Logie Coldstone. Es besteht zu über 35 % aus Heide und zu weiteren 24 % aus Waldland. Beim Loch Kinord handelt es sich um einen Toteissee, was sich auch in seiner geringen durchschnittlichen Tiefe von 1,2 Metern bei einer maximalen Tiefe von 2,7 Metern widerspiegelt. Einziger nennenswerter Zufluss ist der am Nordostufer einmündende Logie Burn. Vom Südostufer fließt der Monandavan Burn, Oberlauf des Dinnet Burns, ab, der über den Dee in die Nordsee entwässert.
Rund 700 Meter südlich befindet sich der abflusslose Loch Kinord.

## Geschichte
Am Ostufer befindet sich ein als Bodendenkmal geschütztes Areal. Es umfasst Erdwerke und einen Wehrgraben. Zwischen Loch Davan und Loch Kinord liegt die Wüstung Kinord, die ebenfalls als Scheduled Monument geschützt ist. Der Seename leitet sich möglicherweise von einer aufgelassenen Ufersiedlung namens Devana ab. Die Karte der Ordnance Survey verzeichnet nahe des Nordufers ein Gehöft des Namens Davan.
Im Westteil des Loch Davan befindet sich eine kleine verlandete Insel, bei der es sich um einen Crannóg handeln könnte. Nach derzeitigem Kenntnisstand wird jedoch von einer natürlichen Insel ausgegangen. Ein weiterer Crannóg könnte heute in einem Meter unter dem Seespiegel liegen. Obschon keine harten Beweise für die Existenz eines Crannógs gefunden wurden, ist diese aufgrund eines kreisförmigen Bewuchses am Ort nicht auszuschließen.